# Cornulaca
A Cornulaca a szegfűvirágúak (Caryophyllales) rendjébe, ezen belül a disznóparéjfélék (Amaranthaceae) családjába tartozó nemzetség.

## Rendszerezés
A nemzetségbe az alábbi 7 faj tartozik:
- Cornulaca alaschanica C.P.Tsien & G.L.Chu
- Cornulaca amblyacantha Bunge
- Cornulaca aucheri Moq.
- Cornulaca ehrenbergii Asch.
- Cornulaca korshinskyi Litv.
- Cornulaca monacantha Delile - típusfaj
- Cornulaca setifera (DC.) Moq.